# Virginia Barn Dance
Der Virginia Barn Dance war eine US-amerikanische Country-Sendung, die von WDVA aus Danville, Virginia gesendet wurde.

## Geschichte

### Anfänge
Der erste Virginia Barn Dance wurde 1949 veranstaltet. Die Shows wurden Samstagabends in einem Auditorium abseits der Stadt auf dem Danville Fair Association Ground abgehalten. Das Gebäude wurde für die Show so hergerichtet, dass es wie eine Scheune aussah; am  Ende der Scheune befand sich die Bühne mit den Umkleideräumen. Moderator der Show war Homer Thomasson, der sich als Farmer verkleidete. Die Show begann um 20 Uhr und endete 21:30 Uhr. Danach wurden die Bestuhlung des Saals abgeräumt, um Platz für den anschließenden Square Dance zu machen.

### Erfolge
Mit steigender Beliebtheit der Show wurde der Virginia Barn Dance 1953 in das nationale Radionetzwerk eingespeist und eine halbstündige Sequenz landesweit ausgestrahlt. Für Zuschauer, die kein Auto besaßen, wurden Bustransporte aus dem Stadtzentrum Danvilles organisiert, um zum Fair Ground zu gelangen. Jeden Samstagabend wurde von der Leitung des Barn Dances ein Mitglied geehrt, das zu der Zeit seinen Militärdienst absolvierte (Serviceman of the week). Mitglieder waren unter anderem Clyde Moody und seine Woodchoppers, Shirlee Hunter, Ralph „Grandpa“ Camden und Mug & Jug. Gelegentlich wurden Freilichtshows veranstaltet, wenn der Ansturm an Besuchern zu groß war. Berühmte Gäste, die beim Virginia Barn Dance Gastauftritte absolvierten, waren The Blue Sky Boys, Janis Martin und Don Reno. Neben traditionellen Country-Musikern traten ab 1955 auch vermehrt Rockabilly-Musiker beim Virginia Barn Dance auf.

## Gäste und Mitglieder
| - Janis Martin - The Blue Sky Boys - Don Reno - Mug & Jug - Clyde Moody and his Woodchoppers - Shirlee Hunter - Ralph „Grandpa“ Camden - Simon Bowes and the Bowes Brothers - Homer „Little Bit“ Thomasson | - Margie Bowes - Glenn Thompson - Jim Eanes - The Flint Hill Playboys - Clem Hollandsworth - Bill Adams - Tommy Magness - Jim Hall - Smokey Graves |